# Serra de Montsent
La Serra de Montsent és una serra situada entre els municipis de Cercs i d'Olvan a la comarca del Berguedà, amb una elevació màxima de 894 metres.